# Karl von Lama
Karl Joseph Lothar Theobald Ritter von Lama von und zu Büchsenhausen (* 1. Juli 1841 in Augsburg; † 6. Juli 1920 in Füssen) war Buchhändler und Mitglied des Deutschen Reichstags.

## Leben
Lama besuchte die Volks- und Handelsfortbildungsschule in Augsburg und bestand nach einer mehrjährigen Lehre die staatliche Prüfung als Kommis, war als solcher von 1858 bis 1865 in Österreich, Süd- und Norddeutschland tätig. Von 1865 bis 1886 war er Besitzer einer Buch- und Antiquariats-Handlung in Dillingen, Traunstein, Salzburg und München. Von 1886 bis 1890 war er Direktor und Vorstand der Verlags-Anstalt vorm. G. J. Manz in Regensburg, legte aber aus Gesundheitsrücksichten (Nervenleiden) diese Stelle nieder. Ab 1891 war er wieder Besitzer eines Antiquariats-Buchhandels in Regensburg. Weiter war er Vorstands-Mitglied des St. Wolfgangsbauvereins für billige Arbeiterwohnungen in Regensburg und war auch schriftstellerisch tätig.
Von 1893 bis 1903 war er Mitglied des Deutschen Reichstags für den Wahlkreis Oberpfalz 1 (Regensburg, Burglengenfeld, Stadtamhof) und die Deutsche Zentrumspartei. Von 1899 bis 1904 war er auch Mitglied der Bayerischen Kammer der Abgeordneten (33. Landtag).
Einer seiner vier Söhne war Friedrich Ritter von Lama.